# Albert Franz von Rößler
Albert Franz  Rößler, seit 1827 Albert Franz von Rößler (* 20. Februar 1815 in Wiesbaden; † 4. August 1879 in Langenschwalbach) war ein deutscher Jurist und Polizeidirektor in Wiesbaden sowie preußischer Amtmann.

## Leben

### Herkunft und Familie
Albert von Rößler wurde als Sohn des Generaldomänendirektors Ludwig von Rößler und dessen Ehefrau Christine Louise Vigelius (1791–1846) geboren.
Am 2. Mai 1840 heiratete er Auguste Luise Lade (1819–1879). Aus der Ehe sind die Söhne Ludwig,
Gustav und Adalbert hervorgegangen.

### Wirken
Er war nach seiner juristischen Ausbildung als Polizeidirektor in Wiesbaden tätig und leitete eine Behörde, die nicht nur mit klassischen polizeilichen Aufgaben der Gefahrenabwehr und der Kriminalitätsbekämpfung befasst war, sondern sich auch mit Fachaufgaben (u. a. Gesundheitsschutz, Bauordnung) zu beschäftigen hatte.
Später wechselte er in die Kommunalverwaltung und wurde Amtmann im Amt Langenschwalbach. Nach der Annexion des Herzogtums Nassau durch Preußen im Jahre 1866 wurde Rößler  preußischer Amtmann und leitete  die Verwaltung eines Bezirks auf der Kreisebene.